# Radinotia
Actinotia là một chi bướm đêm thuộc họ Noctuidae.